# Leech-rooster
In de wiskunde is het Leech-rooster een even unimodulair rooster Λ24 in de 24-dimensionale Euclidische  ruimte E24 dat in 1967 werd ontdekt door de Britse wiskundige John Leech. 